# 白銀紗希
白銀 紗希（しろがね さき、1990年5月17日 - ）は、競技麻雀のプロ雀士。青森県出身。
日本プロ麻雀連盟所属。団体内の段位は四段。

## 経歴・人物
キャッチフレーズは「シルバー・ブリザード打法」。
趣味はボートレース。連盟のYoutubeチャンネルで、女流桜花の賞金を1レースに全額BETする「オールイン白銀」という密着ドキュメント企画が行われた。
2023年6月より開催されたMトーナメント2023に出場し、1stステージを突破した。

## 獲得タイトル
- 女流桜花（第17期）